# 四境棋
四境棋（Hijara）是Martin H. Samuel在1985年推出的連棋類遊戲。

## 棋具
- 8*8方格棋盤，分為16個2*2區域，每區填有順序相同的1到4數字。
- 兩方各32枚棋，以顏色區分敵我。

## 棋規
- 玩家輪流放一枚己棋在任一2*2區域中目前最小數的空棋位。
  - 同數的4枚己棋以縱、橫、斜向相連成一線，該方得10分。
  - 同數的4枚己棋在四個角落的2*2區域，該方得10分。
  - 皆不同數的4枚己棋在同縱、橫、斜向的4個2*2區域，該方得15分。
  - 4枚己棋在同一2*2區域，該方得20分。
- 滿盤時，高分者勝。[2]

## 外部連結
- 遊戲介紹（页面存档备份，存于）